# Markus Janka (Eishockeyspieler)
Markus Janka (* 21. März 1980 in Wolfratshausen) ist ein deutscher Eishockeytorwart, der zuletzt beim EC Bad Tölz aus der Oberliga Süd unter Vertrag stand.

## Karriere

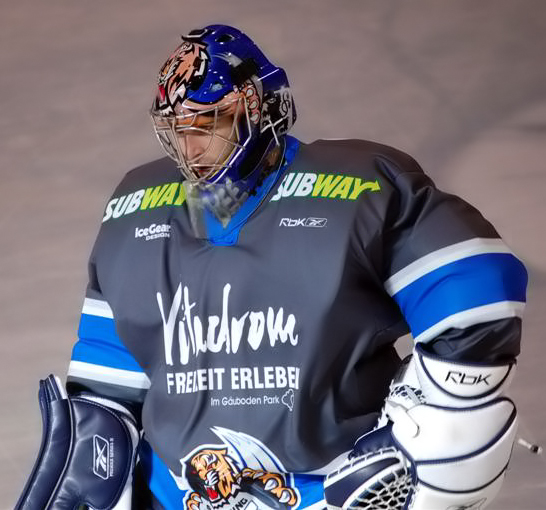
Janka im August 2008

Janka verbrachte seine Zeit als Juniorenspieler beim TuS Geretsried, wo er ab der Saison 1998/99 auch in der 1. Mannschaft und in der deutschen U20-Juniorenauswahl bei der Junioren-B-Weltmeisterschaft 2000 zum Einsatz kam. Zur Saison 2000/01 wechselte der Torhüter in die DEL zu den Schwenninger Wild Wings, bei denen er in dieser und der folgenden Spielzeit zu 31 Einsätzen kam. Bei der Eishockey-Weltmeisterschaft 2002 stand er zudem im Kader der deutschen Nationalmannschaft. Im Sommer 2002 wechselte der Linksfänger zu den Kassel Huskies. Dort war er mit einer Förderlizenz zugleich in der 2. Bundesliga bei den Eisbären Regensburg spielberechtigt. Schon im darauffolgenden Sommer unterschrieb Janka jedoch einen Vertrag bei den Krefeld Pinguinen, wo er ebenfalls mit einer Förderlizenz zugleich in der 2. Bundesliga beim EV Duisburg spielte.
In der folgenden Saison 2004/05 blieb der Goalie in Krefeld und lief zugleich, erneut mit einer Förderlizenz ausgestattet, in der 2. Bundesliga für den EV Duisburg und die Wölfe Freiburg auf. Im Sommer 2005 wechselte Markus Janka für die folgenden beiden Spielzeiten in die 2. Bundesliga zu seinem ehemaligen Arbeitgeber Eisbären Regensburg. In der Spielzeit 2007/08 stand er im Kader der Straubing Tigers. Im Jahr 2010 wechselte er zum ERC Ingolstadt und gewann mit diesem Verein 2014 die Deutsche Meisterschaft. Nach diesem Erfolg verließ er den ERC und wechselte erneut zu den Schwenninger Wild Wings, wo er bis zum Ende der Saison 2014/15 unter Vertrag stand.

## Erfolge und Auszeichnungen
- 2014 Deutscher Meister mit dem ERC Ingolstadt